# Hans Boekman

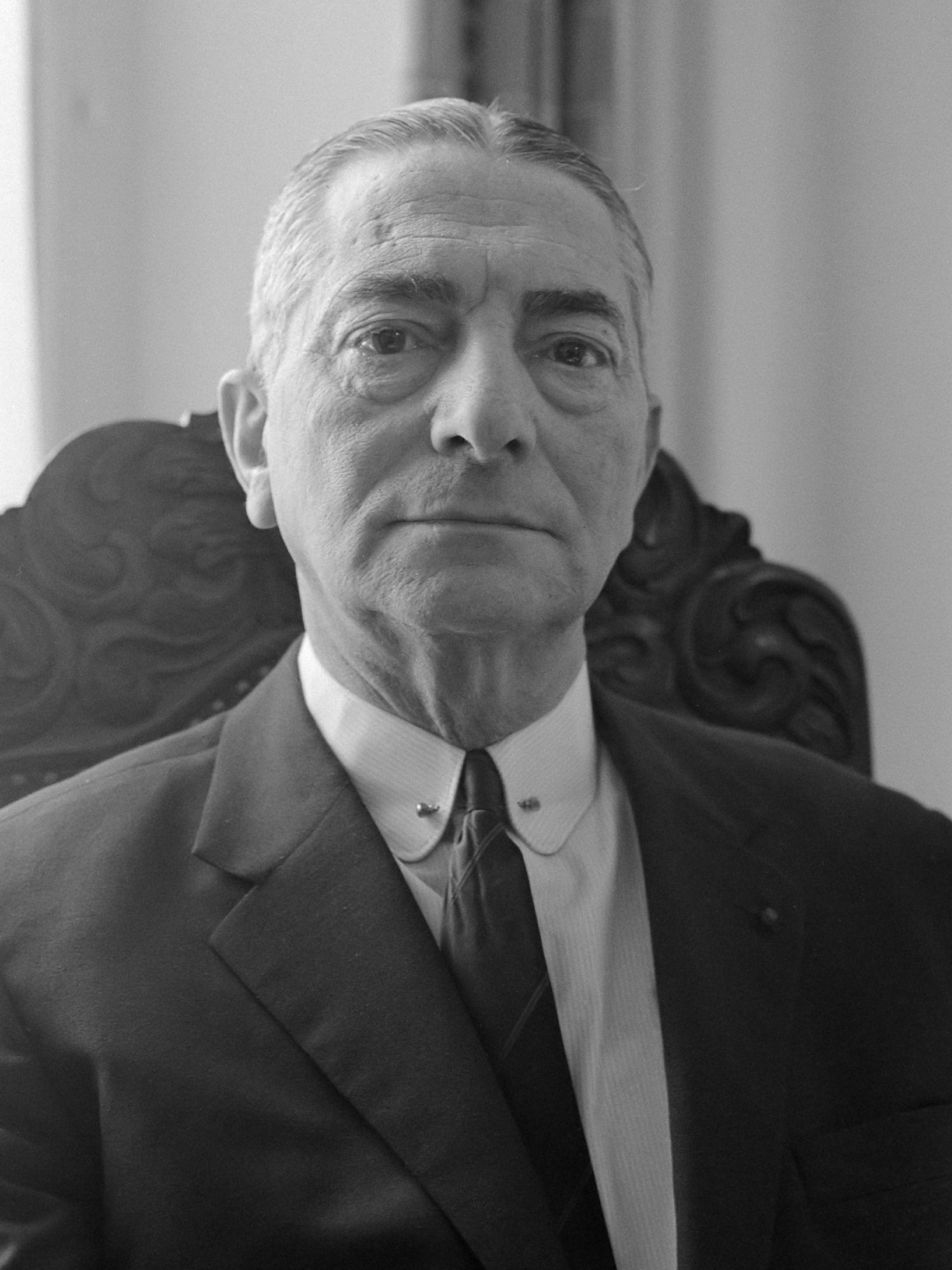
Hans Boekman (1966)

Hans Samuel Boekman (* 15. Januar 1896 in Amsterdam; † 21. August 1978 in Amstelveen) war ein niederländischer Fußballschiedsrichter und Filmproduzent.

## Sportlicher Werdegang
Boekman war für das Filmverleihunternehmen ARFI tätig, in dessen Vorstand er 1936 aufrückte. Dabei übernahm er auch die Leitung der Filmproduktionstochterfirma France-Europe Film. Dieses wurde später in Filmtrust umbenannt. Bis kurz vor seinen Tod leitete er das Unternehmen, das sich insbesondere für niederländische Produktionen, aber auch grenzübergreifende Aktivitäten wie Ciske – ein Kind braucht Liebe verantwortlich zeigte.
Ab Mitte der 1920er Jahre avancierte Boekman zu einem der renommiertesten Schiedsrichter der Niederlande. Sein erstes Länderspiel leitete er anlässlich des Wiederholungsspiels der Viertelfinalpartie zwischen Italien und Spanien bei den Olympischen Sommerspielen 1928, in der sich Italien mit 7:1 durchsetzte. Bis 1937 wurde er bei insgesamt sieben Länderspielen als Hauptschiedsrichter eingesetzt, im Oktober 1933 pfiff er dabei ein Qualifikationsspiel der Schweizer Nati gegen Rumänien für die WM-Endrunde 1934. Auch auf nationaler Ebene leitete er bedeutende Spiele, insbesondere die Endspiele um die Wettbewerbe um den KNVB-Pokal 1933/34 zwischen GVV Velocitas 1897 und Feijenoord Rotterdam (3:2 nach Verlängerung) und die beiden letzten Wettbewerbe vor Ausbruch des Zweiten Weltkriegs KNVB-Pokal 1937/38 zwischen VSV Velsen und AGOVV Apeldoorn (4:1) sowie den KNVB-Pokal 1938/39 zwischen WVV Wageningen und PSV Eindhoven (2:1 nach Verlängerung).
Boekman war insgesamt viermal verheiratet, zu seinen Ehefrauen zählen die Schauspielerinnen Nelly Ernst und Caro van Eyck.
Boekman engagierte sich bis in die 1930er Jahre für die Arbeiders Jeugd Centrale.